# Denis Alexandrowitsch Platonow
Denis Alexandrowitsch Platonow (russisch Денис Александрович Платонов; * 6. November 1981 in Saratow, Russische SFSR) ist ein ehemaliger russischer Eishockeyspieler, der zuletzt beim HK Metallurg Magnitogorsk in der Kontinentalen Hockey-Liga unter Vertrag stand.

## Karriere
Denis Platonow begann seine Karriere als Eishockeyspieler bei Kristall Saratow, für die er von 1999 bis 2002 in der zweitklassigen Wysschaja Liga aktiv war. In dieser Zeit wurde er im NHL Entry Draft 2001 in der dritten Runde als insgesamt 75. Spieler von den Nashville Predators ausgewählt. Zunächst spielte der Angreifer jedoch eine weitere Spielzeit lang in Russland, wo er für Ak Bars Kasan in der Superliga auf dem Eis stand.
Vor der Saison 2003/04 wurde Platonow in den Kader der Milwaukee Admirals, des Farmteams der Nashville Predators, aufgenommen, für die er jedoch nur drei Spiele in der American Hockey League bestritt, bevor er in seine russische Heimat zurückkehrte, wo er erneut einen Vertrag in Kasan erhielt. Gegen Ende der Saison 2004/05 wechselte Plantonow zunächst zu Kasans Ligarivalen Neftechimik Nischnekamsk, ehe er im Sommer beim HK Metallurg Magnitogorsk unterschrieb, mit dem er 2005 den Spengler Cup gewann. Zudem wurde Platonow mit seiner Mannschaft 2007 erstmals in seiner Laufbahn Russischer Meister und gewann 2008 den IIHF European Champions Cup mit seinem Team. In der Saison 2008/09 erreichte Platonow mit Metallurg das Finale in der erstmals ausgetragenen Champions Hockey League, in dem er mit seinem Team den ZSC Lions aus der Schweizer National League A unterlag.
Ab Mai 2011 spielte Platonow für den HK Awangard Omsk. Im Dezember 2011 wechselte er innerhalb der Kontinentalen Hockey-Liga zu Salawat Julajew Ufa, ehe er im Mai 2012 zu Metallurg Magnitogorsk zurückkehrte und einen Vertrag über zwei Jahre unterschrieb. Mit Metallurg gewann er 2014 die Meisterschaftstrophäe der KHL, den Gagarin-Pokal.

## Erfolge und Auszeichnungen
- 2005 Spengler-Cup-Sieger mit dem HK Metallurg Magnitogorsk
- 2007 Russischer Meister mit dem HK Metallurg Magnitogorsk
- 2008 IIHF-European-Champions-Cup-Gewinn mit dem HK Metallurg Magnitogorsk
- 2009 2. Platz Champions Hockey League mit dem HK Metallurg Magnitogorsk
- 2010 KHL-Stürmer des Monats September
- 2014 Gagarin-Pokal-Sieger und Russischer Meister mit dem HK Metallurg Magnitogorsk
- 2016 Gagarin-Pokal-Sieger und Russischer Meister mit dem HK Metallurg Magnitogorsk

## KHL-Statistik
(Stand: Ende der Saison 2010/11)